# Sapo-dourado
O sapo-dourado ou sapo-de-monteverde (Incilius periglenes), habitou alguns locais nos bosques de Monteverde, na Costa Rica, América Central. A espécie foi classificada pela IUCN como extinta. Desde 1989 não se avistou mais nenhum indivíduo. A espécie, que foi descoberta em 1960, só foi avistada numa pequena região de grande altitude, de bosque, em Monteverde, numa área de aproximadamente 10 km². A extinção do sapo-dourado é citada como exemplo do declínio das populações de anfíbios. Entre as causas para a sua extinção são apontadas as mudanças climáticas ligadas ao aquecimento global.